# La Selve (Aveyron)
La Selve é uma comuna francesa na região administrativa de Occitânia, no departamento de Aveyron. Estende-se por uma área de 48,27 km². Em 2010 a comuna tinha 640 habitantes (densidade: 13,3 hab./km²).